# Radostów Dolny
Radostów Dolny (niem. Nieder Thiemendorf) – wieś w Polsce położona w województwie dolnośląskim, w powiecie lubańskim, w gminie Lubań.

## Podział administracyjny
W latach 1975–1998 miejscowość administracyjnie należała do województwa jeleniogórskiego.

## Zabytki
W Radostowie istnieją ruiny dwóch zamków oraz kościoła ewangelickiego. Znajduje się tu też stary młyn.

## Współczesność
Znajduje się tu także kościół parafialny pw. Objawienia Pańskiego oraz szkoła podstawowa. Działa tutaj klub sportowy tenisa stołowego Święci Radostów oraz klub piłkarski LSZ Radostów. Wioska tematyczna „Radostów wioska radości”.